# Twaalf spreekwoorden
Twaalf spreekwoorden is een montage van twaalf geschilderde medaillons toegeschreven aan Pieter Bruegel de Oude en vermoedelijk gemaakt in 1558. Het werk is te zien in het Museum Mayer van den Bergh in Antwerpen. Het is op de maanpisser gesigneerd B.VEGHEL en gedateerd 1..8.

## Analyse
Twaalf medaillons of tondo's van ongeveer 21 cm doorsnede zijn geassembleerd tot een kader waarop de uitgebeelde spreuken zijn uitgeschreven. Aan het lettertype te zien is de tekst vermoedelijk aangebracht in de periode 1560-1580, maar niet in het handschrift van Bruegel. Er is gedacht dat aan een werk van Pieter Bruegel de Jonge, maar waarschijnlijk betreft het toch een vroeg werk van zijn vader. Het waren eetborden waarvan de randen (misschien met de originele spreuken) zijn afgezaagd. Door de nogal slordige montage zitten acht taferelen niet rechtop in de lijst. De figuurtjes, één per medaillon, zijn wat grof geschilderd en de volumes nog niet helemaal overtuigend.
Er bestond een boschiaanse traditie van spreekwoorden op borden. Een zesdelige set in Slot Köpenick is heel gelijkaardig, tot de rode achtergrond toe. Uit 1557 is Wie een varken is, moet in het kot, een eerste spreukenmedaillon van Bruegel. In Nederlandse Spreekwoorden zou hij in 1559 meer dan honderd gezegden integreren in één schilderij. Elf van de Twaalf spreekwoorden komen daarin terug, zij het niet op dezelfde manier.

## Spreekwoorden

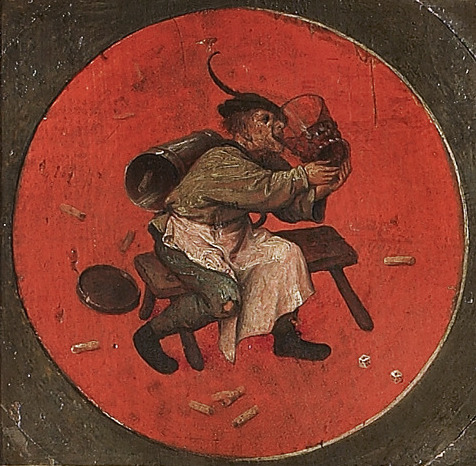
Ontydich tuyssc[hen] en droncken drincken, maeckt arm misacht den naem doet stincken. De man is een obliemaker die wafeltjes uit de bus op zijn rug verkocht door klanten erom te laten dobbelen. Hij verleidt anderen maar wordt zelf slachtoffer van spel en drank.

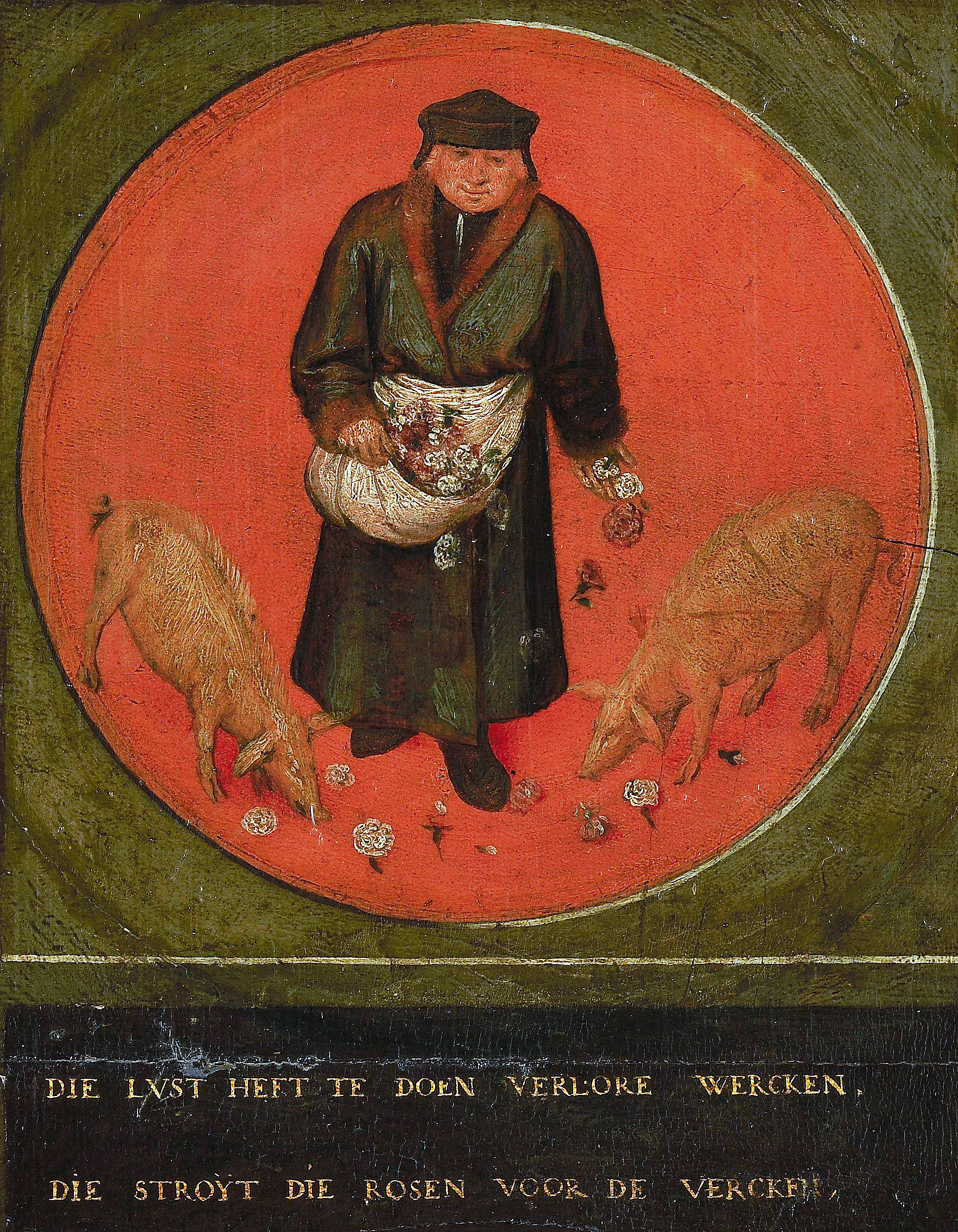
Rozen voor de varkens

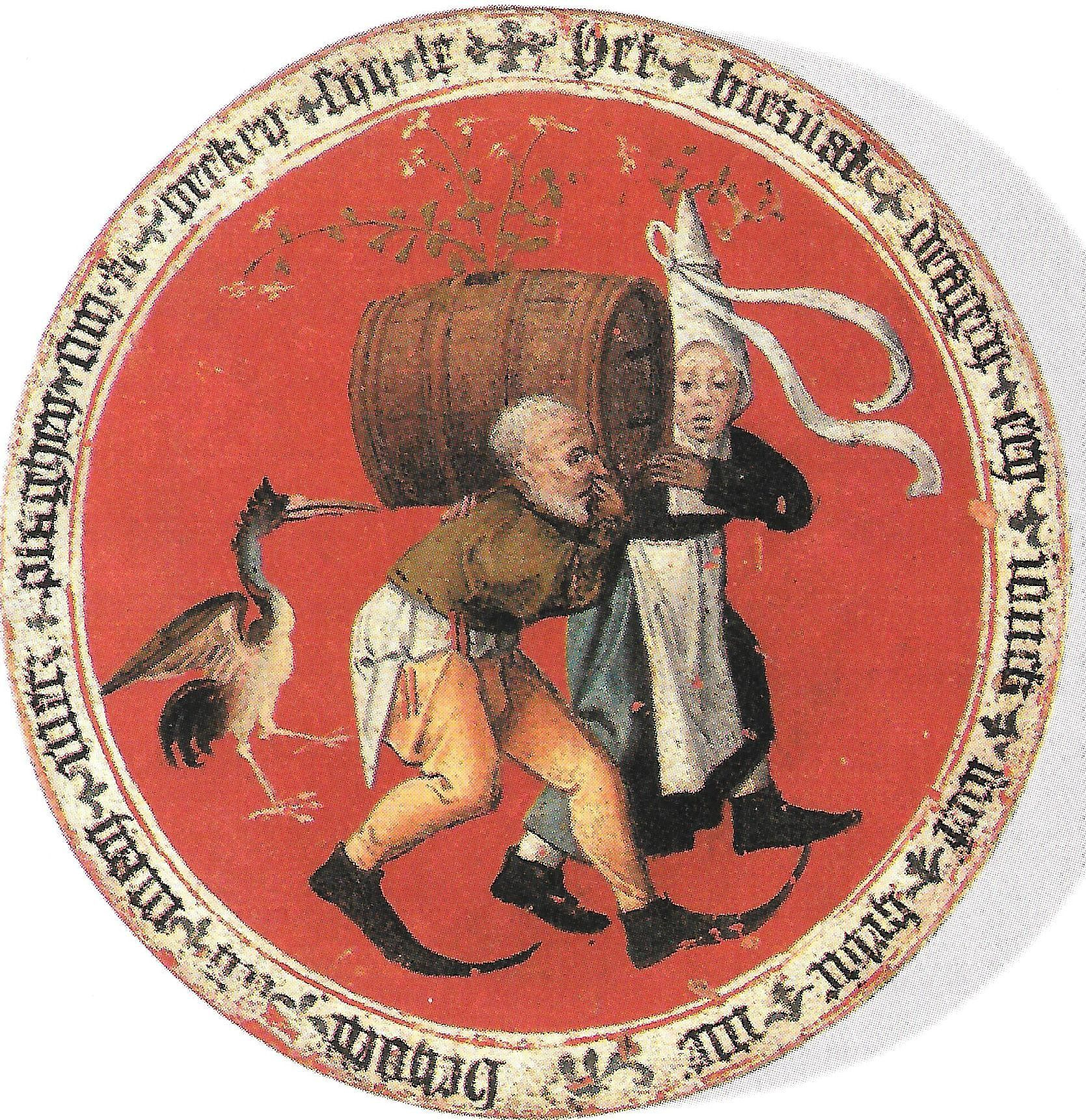
Het biervat dragen, een ionck wijf hebic me / Behoeft een man meer plaghen om te breken zijn le. Gelijkaardig bord, gesitueerd in de Zuidelijke Nederlanden in de jaren 1520, uit Slot Köpenick.

Bovenaan verklaart een Latijnse inscriptie die het doel: de menselijke dwaasheid tonen ter lering en vermaak. De tekst luidt:
Haec perhibent vitae gestu ridenda faceto
Consilia et mores ingeniose notant
Deze taferelen van alledag verschaffen ons lering op een grappige manier en hekelen vernuftig het menselijke gedrag
Daaronder volgen de spreekwoorden:
1. Ontydich tuyssc[hen] en droncken drincken
Maeckt arm misacht den naem doet stincken
Op een ongeschikt ogenblik dobbelen en zich bedrinken, brengt armoede, minachting en een stinkende reputatie.
2. Een placebo ben ick ende alsoo gesint
dat ick de huyck alom hanch naeden wint
Een hielenlikker ben ik en zo gezind, dat ik mijn huik hang naar de wind (opportunisme)
3. In deen hant draghe vier, in dander waeter,
Met clappaers en clappeyen houd ick den snaeter
Ik draag in de ene hand vuur, in de andere water. Bij kletskousen en roddelaars houd ik mijn snater. (nu wit en dan zwart zeggen, liegen)
4. Int slampampen en mocht my niemant verrasschen,
Al quyt, sit ick tusschen twee stoelen in dasschen
Bij het slempen kon niemand mij overtreffen, nu ik alles kwijt ben, zit ik tussen twee stoelen in de as (tussen twee stoelen vallen)
5. Wat baet het sien en derelyck loncken,
Ick stop den put als tcalf is verdroncken
Wat baat het zien en deerlijk lonken? Ik demp de put als het kalf is verdronken (zielig kijken en maatregelen nemen als het kwaad al geschied is)
6. Die lust heft te doen verlore wercken,
Die stroyt die rosen voor de vercken
Wie verloren werk wil doen, strooit rozen voor de varkens (mooie dingen geven aan wie het niet waardeert)
7. T' Harnasch maeckt my een stouten haen,
Ick hanghe de kat de belle aen
Het harnas maakt mij stoutmoedig, ik bind de kat de bel aan.
8. Myns naesten welderen myn herte pynt,
Ick en mach niet lyden dat de sonne int waeter schynt
De overvloed van mijn naaste doet mijn hart pijn, ik kan niet verdragen dat de zon in het water schijnt (een ander zijn succes niet gunnen)
9. Crygel ben ick, en van sinnen stuer,
Dus loop ick met den hooffde tegen den muer
Kregelig ben ik en nors vanbinnen, dus loop ik met het hoofd tegen de muur (nutteloos geweld gebruiken)
10. My compt het mager, aen andere het vet,
Ick vische altyt achter het net
Mij valt het mager te beurt, aan anderen het vet, ik vis altijd achter het net.
11. Ick stoppe my onder een blau huycke,
Meer worde ick bekent hoe ick meer duycke
Ik verberg mij onder een blauwe huik, hoe meer ik mij verschuil, hoe bekender ik word (wegduiken van een laffe hypocriet)
12. Vat ick vervolghe en geraecke daer niet aen,
Ick pisse altyt tegen de maen
Wat ik ook onderneem, ik bereik het niet, ik pis altijd tegen de maan.

## Herkomst
In de nalatenschap van de Antwerpenaar Nicolaas Cornelis Cheeus bevond zich in 1621 een ruime Bruegelcollectie, waaronder twaalf afbeeldingen op teljoren. Zijn weduwe Anna de Schot bezat ze veertig jaar later nog. Het is zeker niet onwaarschijnlijk dat het de Twaalf spreekwoorden waren die in 1899 voor 1100 Belgische goudfrank werden aangekocht door de Bruegelverzamelaar Fritz Mayer van den Bergh op een veiling in Parijs.

## Voetnoten
1. ↑  A.J. Bernet Kampers, "De speler met de ronde bus", in: Oud Holland, LXXXVI, 1973, p. 4
2. ↑  Jozef De Coo, "Die bemalten Holzteller, bekannte und neuentdeckte: ihr Schmuck und seine Herkunft", in: Wallraf-Richartz-Jahrbuch, 1975, p. 85-118

Landschap met de parabel van de zaaier (1557) · Wie een varken is, moet in het kot (1557) · Twaalf spreekwoorden (1558) · De spreekwoorden (1559) ·  De strijd tussen Vasten en Vastenavond (1559) · De kinderspelen (1560) · De zelfmoord van Saul (1562) · Twee aapjes (1562) · De val der opstandige engelen (1562) · De triomf van de dood (ca. 1562) · Dulle Griet (1563) · De vlucht naar Egypte (1563) · Gezicht op de baai van Napels (ca. 1563) · De bouw van de toren van Babel (1563) · De aanbidding door de wijzen in de sneeuw (1563) · De kruisdraging (1564) · De aanbidding door de wijzen (1564) · De ontslaping van Maria (ca. 1564) · Christus en de overspelige vrouw (1565) · De hooitijd (juni/juli) (1565) · De oogst (augustus/september) (1565) · De terugkeer van de kudde (oktober/november) (1565)  · Jagers in de sneeuw (december/januari) (1565) · De sombere dag (februari/maart) (1565) · Winterlandschap met schaatsers en vogelknip (1565) · De kindermoord te Bethlehem (ca. 1566) · De boerenbruiloftsdans (1566) · De volkstelling te Bethlehem (1566) · De prediking van Johannes de Doper (1566) · De Sint-Maartenswijn (1566-67) · Het Land van Kokanje (Luilekkerland) (1567) · De bekering van Paulus (1567) · Het bruiloftsmaal (ca. 1567) · De dorpskermis (ca. 1567) · De toren van Babel (ca. 1568?) · Drie soldaten (1568) · De nestrover (1568) · De misantroop (1568) · De parabel van de blinden (1568) · Hoofd van een boerin (ca. 1568) · De kreupele bedelaars (1568) · De ekster op de galg (1568)
Landschap met de verschijning van Christus aan het meer van Tiberias (1553) · De aanbidding door de wijzen (ca. 1556) · De val van Icarus (ca. 1565)
De grote vissen eten de kleine · Zeeslag in de Straat van Messina